# هاريكومار
هاريكومار (1956 - 6 مايو 2024) كاتب سيناريو ومخرج سينمائي هندي عمل في الأفلام المالايالامية. كتب سيناريو وقصة وحوارات لأكثر من 20 فيلمًا مالايالاميًا. أخرج أفلامًا منها سوكروثام, أيانومو و أوديانابالاكان. كان عضوًا في لجنة تحكيم جوائز السينما الوطنية في عامي 2005 و2008. توفي هاريكومار بسبب صراعه مع السرطان في مدينة ثيروفانانثابورام، كيرلا في 6 مايو 2024، عن عمر ناهز الثامنة والستين عامًا.

## روابط خارجية
- هاريكومار في قاعدة بيانات الأفلام على الإنترنت